# Eriopyga rea
Eriopyga rea là một loài bướm đêm trong họ Noctuidae.